# 누마즈역
누마즈역(일본어: 沼津駅、ぬまづえき 누마즈에키[*])은 일본 시즈오카현 누마즈시에 위치한 도카이 여객철도, 일본화물철도 소속 철도역이며, 도카이도 본선의 정차역이다.
도카이 여객철도의 여객역 뿐만 아니라 일본화물철도의 화물 철도 시설도 갖추어져 있으며, 하라역과 가타하마역을 관리하는 직영역이다.

## 개요
누마즈역은 시즈오카현 동부 지역(이즈반도)의 주요 도시인 누마즈시를 대표하는 역으로, 시가지 중심부에 위치하고 있다. 도카이도 본선(도카이도선) 및 고텐바선의 JR 도카이도 여객역과 JR 화물의 화물역이 함께 있는 역이다. 사무관 코드는 ▲520103이다
역의 개업은 1889년이다. 개업 당시에는 국유 철도역이었으나, 1987년 국철 분할 민영화로 JR도카이와 JR화물 두 사업자가 운영하는 역이 되었다. 예전에는 여객역, 화물역 외에도 기관차 차량기지였던 누마즈 기관구, 화물차 조차장이 병설되어 있었고, 역에서 누마즈항역까지 화물 지선(누마즈항선)도 분기되어 있으며, 역 앞에는 노면전차인 이즈하코네 철도 궤도선 누마즈역 앞 정거장이 있는 철도의 중심지였다. 도카이도 신칸센이 계획될 당시에는 선형의 관계와 누마즈 부근의 지반이 좋지 않아 옆의 미시마역을 경유하는 노선이 건설되어 누마즈에는 역이 설치되지 않았다.
누마즈시 등은 누마즈역 부근을 고가화해 화물역을 이전하는 계획을 추진하고 있다. 신화물역 예정지 토지소유자 등의 반대론도 있다.(#역 고가화 계획에서 상세히 설명).

## 역 구조
3면 6선 구조의 지상역이다. 2번선과 4번선을 상·하행별 본선으로 사용하며, 나머지는 대피선으로 쓰인다. 5번선은 고텐바 선의 선로이다.
역사는 북쪽 출구 쪽과 남쪽 출구 쪽 양쪽에 있는데, 북쪽 출구 쪽으로는 구름다리가 나 있고, 남쪽 출구 쪽으로는 지하통로가 이어져 있다.
| 1 · 2 | ■ 도카이도 본선 | 하행선 | 시즈오카 · 하마마쓰 방면    |                                                          |
| 3     | ■ 도카이도 본선 | 상행선 | 아타미 · 도쿄 방면          |                                                          |
| 3     | ■ 고텐바 선     | -      | 고텐바 · 고즈 방면          | (특급 아사기리의 일부 열차)                              |
| 4     | ■ 도카이도 본선 | 상행선 | 아타미 · 도쿄 방면          |                                                          |
| 5     | ■ 고텐바 선     | -      | 고텐바 · 고즈 방면          |                                                          |
| 6     | ■ 고텐바 선     | -      | 고텐바 · 고즈 방면          |                                                          |
| 6     | ■ 도카이도 본선 | 상행선 | 미시마 · 아타미 · 도쿄 방면 | (고텐바 선으로부터의 직통 열차 및 일부 시발 열차가 사용) |

## 화물 기능
3면의 컨테이너 하적장과 6개의 하역선을 가지고 있다. 아래와 같은 화물을 취급하고 있다.
- 컨테이너 화물 : 12 ft급 컨테이너, 20 ft급 대형 컨테이너를 다룬다.
  - JR 규격의 12 ft급 컨테이너 열차가 자주 다닌다. 또, 후지노미야시에 있는 후지 필름의 공장에서 사용되는 재료를 수송하는 20ft의 탱크 컨테이너 "UT12A형"이 붙은 편성 운행도 있다.
- 임시차 취급 화물 - 메이덴샤 전용선을 이용하는 특대 화물 열차를 다룬다.
- 산업폐기물 및 특별관리 산업폐기물을 다룰 수 있도록 허가를 받았다.

## 역사
몇 번의 대규모 화재와, 미국의 공습으로 역사가 소실되는 일이 많았다.
- 1889년 2월 1일 - 관설철도 (뒷날의 일본국유철도) 도카이도 선 고즈 역 ~ 시즈오카 역 구간의 개통과 동시에 개업.
- 1934년 12월 1일 - 도카이도 본선의 아타미 역 ~ 누마즈 역 구간이 이설되어, 이전의 고즈 역 ~ 고텐바 역 ~ 누마즈 역 구간은 고텐바 선으로 바뀌었다.
- 1987년 4월 1일 - 민영화에 따라 도카이 여객철도의 소속이 되었다.
- 2008년 3월 1일 - TOICA의 사용이 개시되었다.

## 인접역
| 도카이 여객철도 도카이도 본선                 | 도카이 여객철도 도카이도 본선 | 도카이 여객철도 도카이도 본선          |
| --------------------------------------------- | ----------------------------- | -------------------------------------- |
| CA02 미시마 구로이소 · 다카사키 · 아타미 방면 | 도카이도 본선 보통            | CA04 가타하마 시즈오카 · 하마마쓰 방면 |
| 도카이 여객철도 고텐바 선                     |                               |                                        |
| CB17 오오카 고즈 방면                         | 고텐바 선 보통                | 시·종착역                              |